# تيري ألين
تيري ألين (29 ديسمبر 1993 في الولايات المتحدة - ) (بالإنجليزية: Terry Allen)‏ هو لاعب كرة سلة أمريكي في مركز هجوم صغير الجسم. لعب مع Richmond Spiders men's basketball ‏.

## وصلات خارجية
- تيري ألين على موقع دوري كرة السلة الياباني للمحترفين (اليابانية)
- تيري ألين على موقع كرة السلة الأوروبية.كوم (الإنجليزية)
- تيري ألين على موقع كلية كرة السلة في سبورتس رفرنس.كوم (الإنجليزية)
- تيري ألين على موقع ريلجم (الإنجليزية)
- تيري ألين على موقع بروبوليرز (الإنجليزية)
- تيري ألين على موقع سبورتس رفرنس (الإنجليزية)